# Люцина Вінницька
Люцина Вінни́цька (пол. Lucyna Winnicka; 14 липня 1928, Варшава — 22 січня 2013 в селі Пальміри) — польська актриса, журналістка і публіцистка.

## Освіта
- 1949 — закінчила юридичний факультет Варшавського університету,
- 1953 — закінчила Вищу театральну школу.

## Творчість
У 1953—1974 роках грала в театрах Щецина і Варшави.
Першу роль в кіно (Мадзя) зіграла в картині Єжи Кавалеровича «Під фригійської зіркою» (1954).
Наступна роль Вінницької була у фільмі «Справжній кінець великої війни» («Цього не можна забути»), де вона грала з Роландом Гловацького. У фільмі розповідається про людину, який після війни повертається до дружини з концтабору.
Пізніше Вінницька грала в драмі «Поїзд» (1959), «Гра» (1969).
Найвідомішою її роллю стала Йоанна в фільмі «Мати Йоанна від ангелів» Кавалеровича. Дія фільму відбувається в жіночому монастирі XVII століття, у якому черниці одержимі демоном.
Після появи на екрані у фільмі «Індекс» (1978) Вінницька закінчила акторську кар'єру.

## Вибрана фільмографія
- 1954 — Під фригійської зіркою пол. Pod gwiazdą frygijską
- 1957 — Справжній кінець великої війни пол. Prawdziwy koniec wielkiej wojny
- 1959 — Поїзд / Pociąg
- 1960 — Мовчазна зірка (пол. Milcząca Gwiazda)
- 1961 — Мати Йоанна від ангелів пол. Matka Joanna od Aniołów

## Відзнаки
- Державна премія ПНР (Польська Народна Республіка) (1956),
- премії на Міжнародному кінофестивалі у Венеції (1959).